# Elettrotreno MP 59
L'elettrotreno MP 59 (da Metro Pneu 1959) è un convoglio ferroviario metropolitano su pneumatici costruito a partire dal 1963 per la metropolitana di Parigi. Tra il 2023 e il 2024 è stato definitivamente ritirato dal servizio.

## Storia

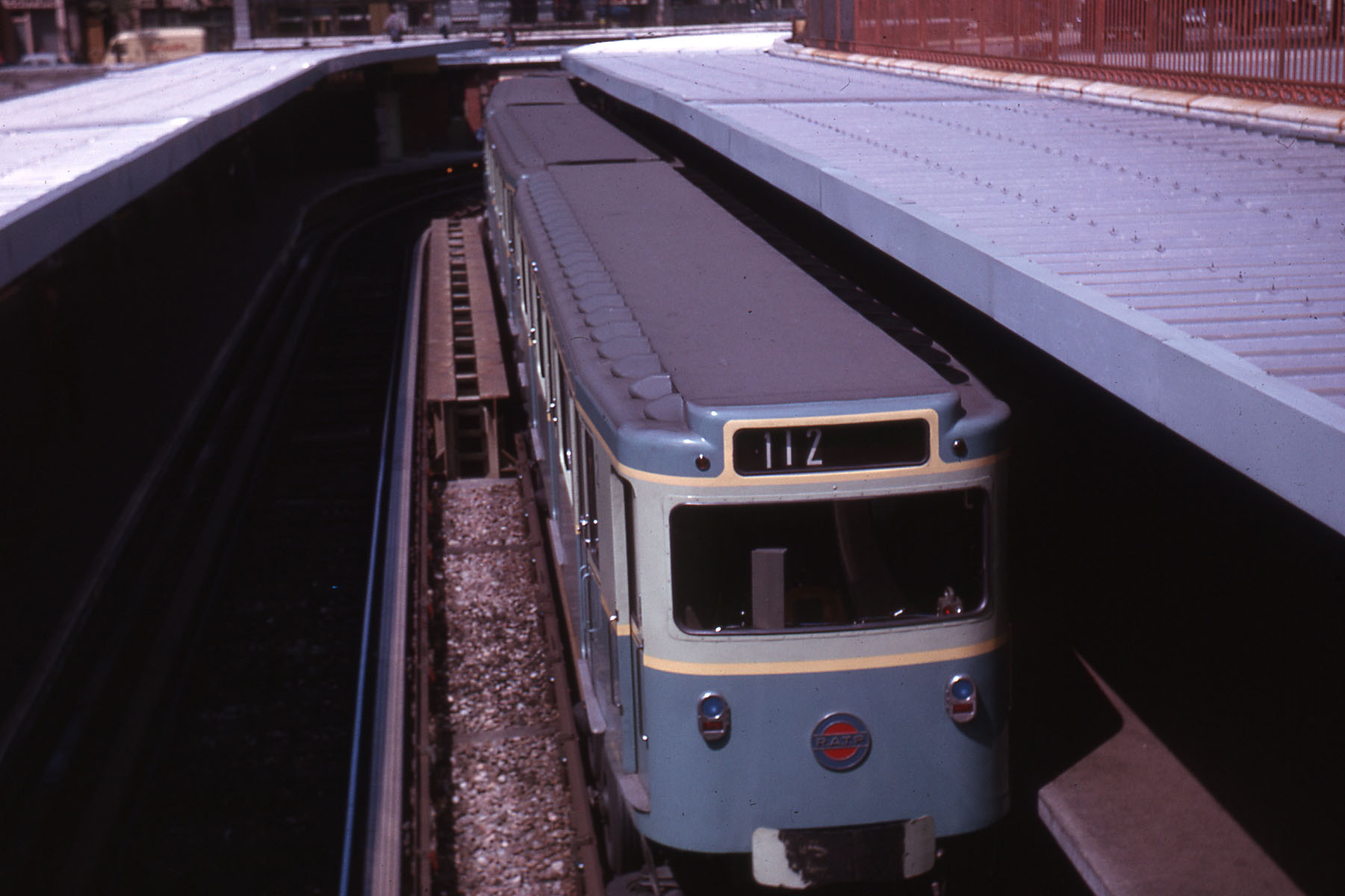
Treno MP 59 in servizio nel 1964.

Il successo della sperimentazione dei treni MP 55 sulla linea 11, che aveva permesso un aumento del 5,5 % della capacità di passeggeri spinse la RATP a portare avanti il progetto della metropolitana su gomma. Uno studio comparativo pubblicato sul finire degli anni 1950 dimostrò la maggiore economicità dei treni a pneumatici rispetto a quelli su ferro, anche a fronte degli alti costi di conversione.
La linea 1 era la più satura della rete, e fu dunque scelta per la prima applicazione importante di questa nuova tecnologia. Il treno scelto allo scopo fu il MP 59, formato da sei vetture, di cui due motrici con cabina di comando, due motrici intermedie senza posto guida, un rimorchio di prima classe e uno di seconda. La RATP lo commissionò a un consorzio di industrie formato da compagnie industrielle de matériel de transport (CIMT) (che si occupò di casse ed assemblaggio), Alsthom e Compagnie Électro-Mécanique (CEM) per i motori e Jeumont-Schneider per i circuiti elettrici.
Si decise presto di equipaggiare con lo stesso sistema anche la linea 4, seconda per grado di frequentazione. I primi convogli furono consegnati da maggio 1963 a dicembre 1964 per la linea 1, e da ottobre 1966 a luglio 1967 per la linea 4. Il primo treno entrò in servizio il 30 maggio 1963. Tuttavia, dato che molte stazioni ancora non disponevano di banchine da 100 metri, il treno prestò servizio inizialmente con cinque vetture. Da settembre 1963 fu aggiunta anche la sesta.
Furono costruiti 556 vagoni, ripartiti in 188 motrici con posto guida (matricole da M 3037 a 3234), 188 motrici senza posto guida (N 4019 - 4206), 90 rimorchi di prima classe (A 6001 - 6090) e 90 di seconda (AB 5518 - 5607).
Gli ultimi mezzi furono consegnati nel 1974, con la consegna di 16 motrici con posto guida (M 3225 - 3240), 16 motrici senza posto guida (N 4207 - 4222), 10 rimorchi di prima classe (A 6091 à 6100) e 9 misti (AB 5608 - 5616).
Sono stati costruiti quattro sottotipi di MP 59 (qui elencati con relativa matricola):
- MP 59 A: M.3037 - M.3128, N.4019 - N.4110, A.6001 - A.6046, AB.5518 - AB.5563;

- MP 59 B: M.3129 - M.3158, N.4111 - N.4140, A.6047 - A.6059, AB.5564 - AB.5576;

- MP 59 C: M.3159 - M.3224, N.4141 - N.4206, A.6060 - A.6090, AB.5577 - AB.5607;

- MP 59 D: M.3225 - M.3240, N.4207 - N.4222, A.6091 - A.6100, AB.5608 - AB.5616.

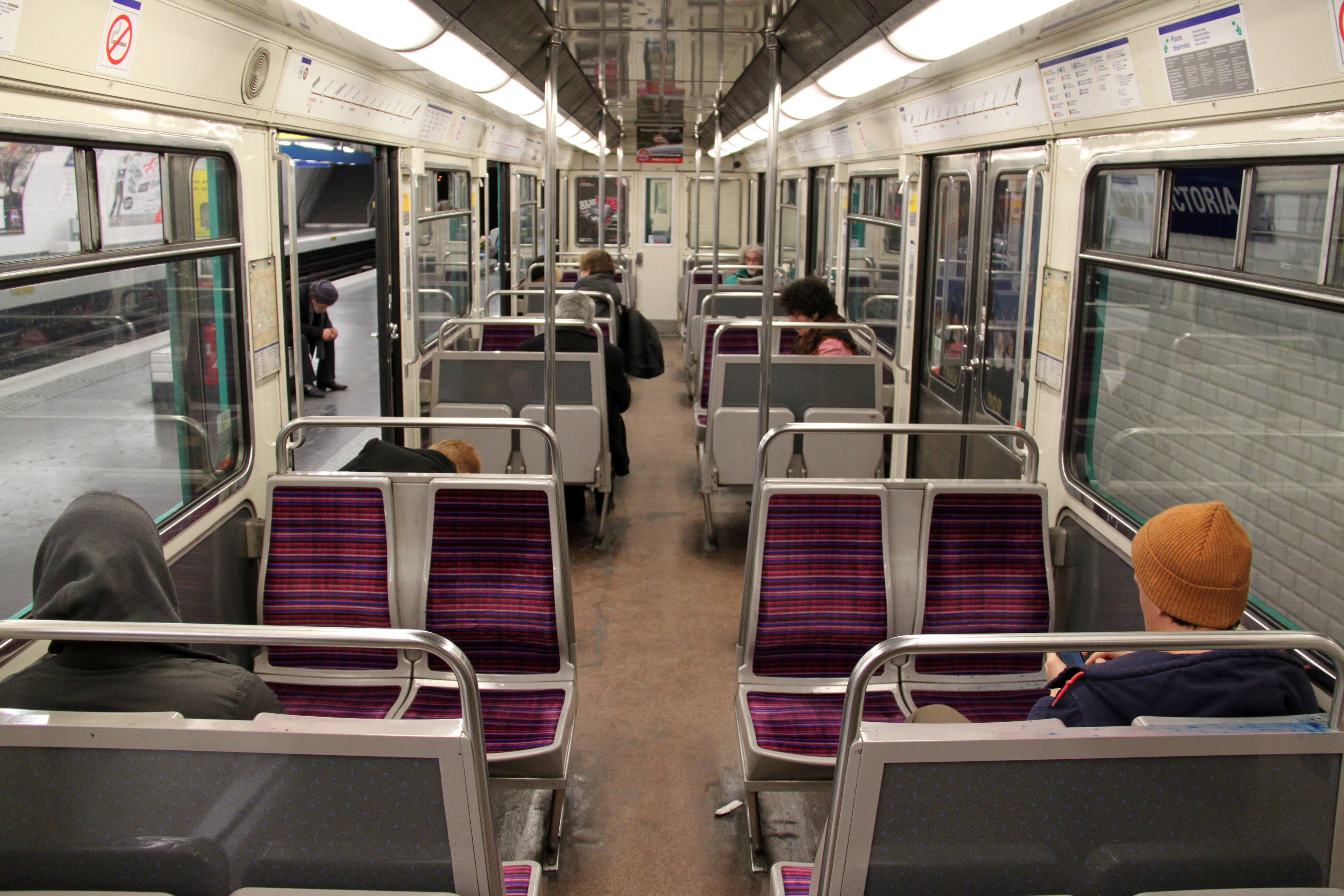
Interno di un MP 59 dopo il restyling dei primi anni 1990.

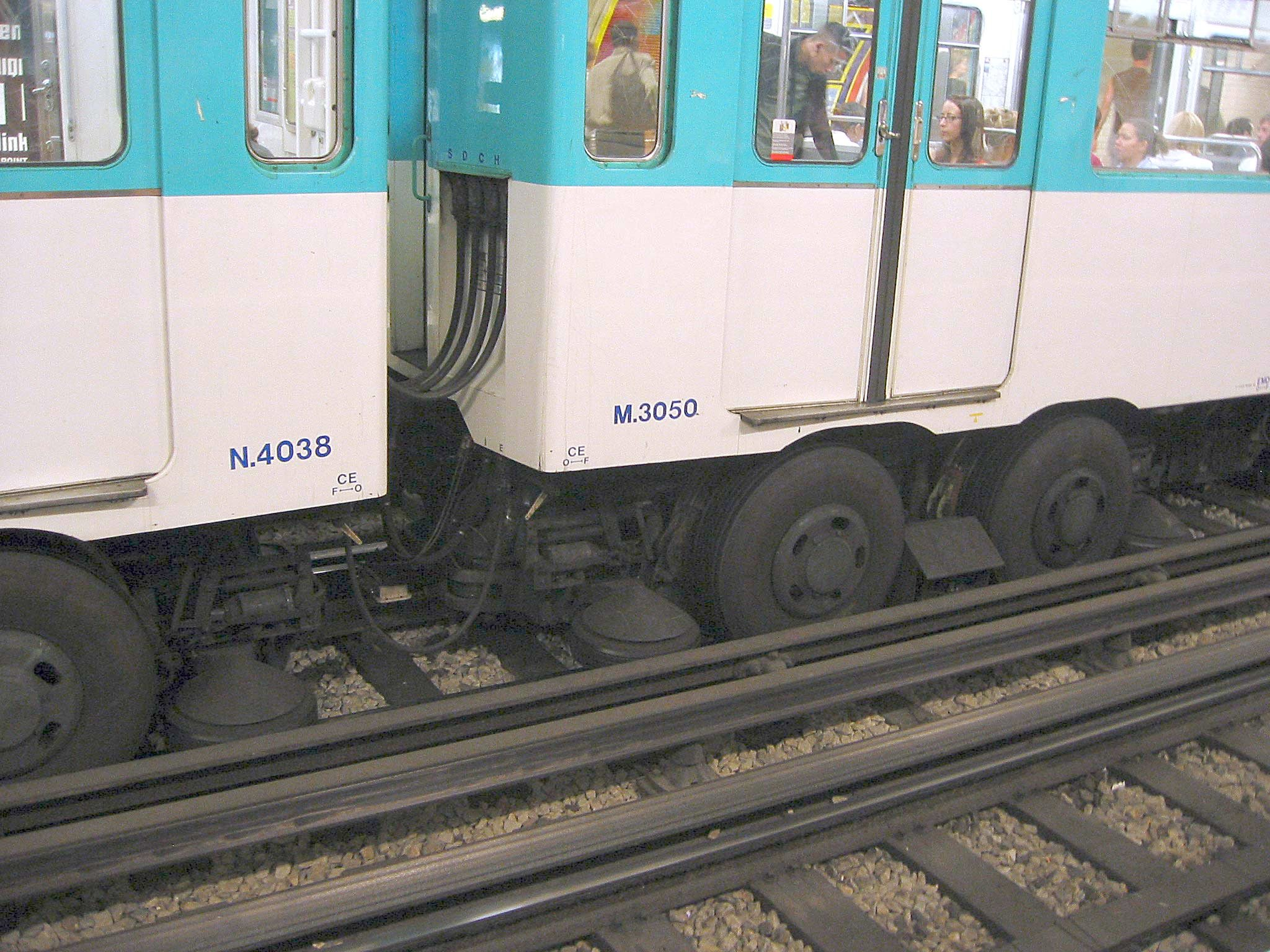
Vista laterale di un MP 59. Si notino le ruote a pneumatici.

Nel 2011, tutti gli MP 59 D sono stati ritirati dal servizio. Le vetture MP 59 B e C circolano mescolate sulla linea 11 (tranne i treni 047, 067 e 084 che operano sulla 4) e tutti gli MP 59 A circolano sulla linea 4. È stato costruito anche un altro sottotipo, detto MP 59 DK, corrispondente al treno 096, equipaggiato con un sistema Késar (da cui il nome DK) per il recupero di corrente e di controlli elettronici già simili ai treni MF 77 e MP 89. Questo treno ha circolato fino al 1979 sulla linea 4, poi sulla 1 fino al 1985, quando è stato modificato e trasformato in un MP 59 D.
Da dicembre 1980, le vetture miste delle linee 1 e 4 sono state man mano trasformate in vetture di sola seconda classe, eliminando la parete di separazione mediana. La misura fu presa per prevenire gli atti criminali, favoriti dalla presenza di compartimenti separati. Negli anni 1980, un convoglio è stato trasformato in Métro-Vidéo.
Dal 1997 i convogli MP 59 sono stati ritirati dalla linea 1 per far spazio al nuovo MP 89. Trasferiti sulla linea 11, hanno sostituito gli ancor più vetusti MP 55, che erano in via di smantellamento. Gli MP 59 della linea 4 sono stati invece ritirati con l'arrivo del MP 05, destinato alla linea 1 in sostituzione degli MP 89 CC, che sono passati appunto alla linea 4.

### Rinnovamento
Dal 1990, gli MP 59 della linea 1 subìscono un profondo restyling, data la scelta della RATP di prolungarne la vita operativa. Il rinnovamento è stato anche indotto dal prolungamento della linea 1 a La Défense, aperto il 1º aprile 1992.
La livrea dei treni è stata modificata, con carrozze bianche e porte azzurre, in luogo del vecchio colore blu. Il muso è stato colorato di nero e leggermente modificato nell'aspetto, come sarà fatto più tardi per gli MF 67 e gli MP 73. I rimorchi AB a classe mista sono stati convertiti in rimorchi B (di sola seconda classe). Anche all'interno si è intervenuti: i sedili in cuoio sono stati sostituiti da quelli di plastica, più resistenti. La livrea esterna, giudicata troppo semplice e propizia ai graffiti, sarà poi soppiantata dall'attuale bianco-verde giada a partire dal 1992.
Il rinnovamento riguardò all'inizio la sola linea 1. Tuttavia, complice la decisione di ritirare dal servizio gli ultratrentennali MP 55 della linea 11, anche una parte dei convogli della linea 4 fu rinnovata per essere trasferita sulla linea 11. I restanti convogli, non rinnovati e ormai resi superflui dall'arrivo del MP 89 sulla linea 1, sono stati a mano a mano rottamati fino al 1999. In parallelo, altre vetture rimosse dalla linea 1 sono state spostate sulla linea 11 per servire da rinforzo ai treni.

### Il "Métro-Vidéo"
Col nome Métro-Vidéo si intende il treno MP 59 nº6005 della linea 1 trasformato nel 1986 nel quadro del progetto «Télévision dans le métro» (TUBE) curato dalla RATP. Lo scopo era testare la diffusione pubblicitaria mediante schermi televisivi a bordo del treno così come in stazione.
Dapprincipio i teleschermi apparvero nelle stazioni, sulle banchine e sugli accessi. In seguito si passò alla sperimentazione sui treni, proprio col convoglio 6005. Gli schermi furono posti all'estremità di ogni vettura, e la livrea esterna fu integrata con una fascia orizzontale blu-rossa-verde, ad indicare i tre colori primari della televisione.
Ma la raccolta pubblicitaria fu un fiasco clamoroso e nel 1988 gli schermi furono spenti. Saranno smontati (e il treno riportato all'allestimento consueto) nel 1990.

## Parco mezzi
Da maggio 2011 il parco mezzi è oggetto di una decisa riduzione. Alcune vetture facenti parte di convogli ritirati dal servizio sono state assegnate ad altri convogli, come la vettura B.5547, che dopo il ritiro del treno 003 è stata spostata sul convoglio 042, o la vettura B.5518 del treno 007, che oggi compone il convoglio 047. Il ritiro degli MP 59 dalla linea 4 è iniziato nel maggio 2011 con l'alienazione del treno 049.
Alla fine del 2012 tutti gli MP 59 della linea 4 sono stati ritirati, rimanendo solo sulla linea 11 fino al ritiro definitivo dal servizio nel 2024.

### Lista dei convogli
- Chiave di lettura:

Ogni carrozza è identificata da un codice a una o due lettere seguita da un numero progressivo; anche se dal 1991 non esiste più la prima classe, i convogli costruiti prima di questa data mantengono l'identificazione originaria:
- M indica una motrice con posto guida;
- N indica una motrice senza posto guida di seconda classe;
- A indica una carrozza di prima classe
- B come sopra, ma per la seconda classe

Questa lista è suscettibile di variazioni e potrebbe essere incompleta o non aggiornata.

| Numero del treno | Composizione                                    | Stato attuale | Linea di competenza |
| ---------------- | ----------------------------------------------- | ------------- | ------------------- |
| 001              | M.3231-N.4213-A.6001-B.7004-N.4214-M.3232       | Ritirato      |                     |
| 002              | M.3037-N.4031-A.6002-B.5547-N.4096-M.3076       | Ritirato      |                     |
| 003              | (M.3077)-N.4085-A.6003-(B.5547)-N.4098-(M.3106) | Ritirato      |                     |
| 004              | M.3131-N.4095-A.6004-B.5559-N.4108-M.3042       | Ritirato      |                     |
| 005              | M.3175-N.4157-A.6005-B.5533-N.4158-M.3176       | Ritirato      |                     |
| 006              | M.3065-N.4055-A.6006-B.5534-N.4022-M.3090       | Ritirato      |                     |
| 007              | M.3081-N.4027-A.6007-(B.5518)-N.4088-M.3054     | Ritirato      |                     |
| 008              | M.3071-N.4061-A.6008-B.5546-N.4102-M.3068       | Ritirato      |                     |
| 009              | M.3057-N.4103-A.6009-B.5556-N.4036-M.3048       | Ritirato      |                     |
| 010              | M.3063-N.4047-A.6010-B.5549-N.4106-M.3044       | Ritirato      |                     |
| 011              | M.3047-N.4083-A.6011-B.5536-N.4082-M.3093       | Ritirato      |                     |
| 012              | M.3039-N.4053-A.6012-B.5519-N.4060-M.3092       | Ritirato      |                     |
| 013              | M.3105-N.4101-A.6013-B.5525-N.4078-M.3046       | Ritirato      |                     |
| 014              | M.3055-N.4059-A.6014-B.5529-N.4068-M.3126       | Ritirato      |                     |
| 015              | M.3117-(N.4095)-A.6015-B.5588-N.4120-M.3106     | Ritirato      |                     |
| 016              | M.3089-N.4089-A.6016-B.5542-N.4076-M.3130       | Ritirato      |                     |
| 017              | M.3107-N.4033-A.6017-B.5543-N.4094-M.3040       | Ritirato      |                     |
| 018              | M.3099-N.4019-A.6018-B.5550-N.4040-M.3108       | Ritirato      |                     |
| 019              | M.3053-N.4023-A.6019-B.5555-N.4066-M.3122       | Ritirato      |                     |
| 020              | M.3129-N.4109-A.6020-B.5532-N.4062-M.3070       | Ritirato      |                     |
| 021              | M.3067-N.4054-A.6021-B.5538-N.4028-M.3128       | Ritirato      |                     |
| 022              | M.3103-N.4107-A.6022-B.5551-N.4048-M.3082       | Ritirato      |                     |
| 023              | M.3201-N.4183-A.6023-B.5524-(N.4078)-M.3102     | Ritirato      |                     |
| 024              | M.3109-N.4051-A.6024-B.5521-N.4026-M.3066       | Ritirato      |                     |
| 025              | M.3085-N.4073-A.6025-B.5566-N.4072-(M.3094)     | Ritirato      |                     |
| 026              | M.3091-N.4021-A.6026-B.5528-N.4092-M.3056       | Ritirato      |                     |
| 027              | (M.3067)-N.4029-A.6027-B.5550-N.4046-(M.3114)   | Ritirato      |                     |
| 028              | M.3093-N.4079-A.6028-B.5558-N.4090-M.3118       | Ritirato      |                     |
| 029              | M.3113-N.4025-A.6029-B.5530-N.4030-M.3060       | Ritirato      |                     |
| 030              | M.3097-N.4099-A.6030-B.5537-N.4100-M.3112       | Ritirato      |                     |
| 031              | M.3061-N.4081-A.6031-B.5562-N.4024-M.3084       | Ritirato      |                     |
| 032              | M.3087-N.4065-A.6032-B.5560-N.4020-M.3050       | Ritirato      |                     |
| 033              | M.3213-N.4049-A.6033-B.5548-N.4110-M.3114       | Ritirato      |                     |
| 034              | M.3045-N.4074-A.6034-B.5535-N.4056-M.3088       | Ritirato      |                     |
| 035              | M.3083-N.4097-A.6035-B.5552-N.4064-M.3064       | Ritirato      |                     |
| 036              | M.3133-N.4035-A.6036-B.5527-N.4042-M.3062       | Ritirato      |                     |
| 037              | (M.3103)-N.4037-A.6037-B.5554-N.4090-(M.3064)   | Ritirato      |                     |
| 038              | M.3125-N.4115-A.6038-B.5576-N.4184-M.3134       | Ritirato      |                     |
| 039              | M.3127-N.4087-A.6039-B.5553-N.4084-M.3058       | Ritirato      |                     |
| 040              | M.3049-N.4051-A.6040-(B.5560)-N.4106-(M.3086)   | Ritirato      |                     |
| 041              | M.3051-N.4063-A.6041-B.5544-N.4116-(M.3100)     | Ritirato      |                     |
| 042              | M.3079-N.4093-A.6042-B.5547-N.4114-M.3086       | Ritirato      |                     |
| 043              | M.3077-N.4075-A.6043-B.5557-N.4070-M.3038       | Ritirato      |                     |
| 044              | M.3111-(N.4095)-A.6044-B.5520-(N.4078)-M.3203   | Ritirato      |                     |
| 045              | M.3101-N.4041-A.6045-B.5526-N.4112-M.3094       | Ritirato      |                     |
| 046              | (M.3213)-(N.4103)-A.6046-B.5564-N.4086-M.3110   | Ritirato      |                     |
| 047              | M.3123-N.4057-A.6047-B.5518-N.4032-M.3100       | Ritirato      |                     |
| 048              | M.3207-N.4189-A.6048-B.5565-N.4190-M.3208       | Ritirato      |                     |
| 049              | M.3041-N.4119-A.6049-B.5531-N.4034-M.3096       | Ritirato      |                     |
| 6050             | M.3187-N.4175-A.6050-M.3188                     | Ritirato      |                     |
| 051              | M.3221-N.4203-A.6051-B.5568-N.4204-M.3222       | Ritirato      |                     |
| 052              | M.3197-N.4179-A.6052-B.5569-N.4180-M.3198       | Ritirato      |                     |
| 053              | M.3157-N.4139-A.6053-B.5570-N.4140-M.3158       | Ritirato      |                     |
| 054              | M.3177-N.4159-A.6054-B.5571-N.4160-M.3178       | Ritirato      |                     |
| 055              | M.3195-N.4177-A.6055-B.5572-N.4178-M.3196       | Ritirato      |                     |
| 056              | M.3165-N.4147-A.6056-B.5573-N.4148-M.3166       | Ritirato      |                     |
| 057              | M.3161-N.4143-A.6057-B.5574-N.4144-M.3162       | Ritirato      |                     |
| 058              | M.3205-N.4187-A.6058-B.5601-N.4188-M.3206       | Ritirato      |                     |
| 6059             | M.3043-N.4039-A.6059-M.3202                     | Ritirato      |                     |
| 060              | M.3171-N.4153-A.6060-B.5577-N.4154-M.3172       | Ritirato      |                     |
| 061              | M.3147-N.4129-A.6061-B.5578-N.4130-M.3148       | Ritirato      |                     |
| 062              | M.3145-N.4127-A.6062-B.5579-N.4128-M.3146       | Ritirato      |                     |
| 063              | M.3185-N.4167-A.6063-B.5580-N.4168-M.3186       | Ritirato      |                     |
| 064              | -A.6064-B.5581-N.4172-                          | Ritirato      |                     |
| 065              | -N.4149-A.6065-B.5582-N.4150-                   | Ritirato      |                     |
| 066              | M.3223-N.4205-A.6066-B.5583-N.4206-M.3224       | Ritirato      |                     |
| 067              | M.3095-N.4043-A.6067-B.5560-N.4020-M.3050       | Ritirato      |                     |
| 6068             | M.3211-N.4169-A.6068-M.3212                     | Ritirato      |                     |
| 6069             | M.3155-N.4137-A.6069-M.3156                     | Ritirato      |                     |
| 6070             | M.3139-N.4121-A.6070-M.3140                     | Ritirato      |                     |
| 6071             | M.3059-N.4113-A.6071-M.3104                     | Ritirato      |                     |
| 6072             | M.3189-N.4171-A.6072-M.3190                     | Ritirato      |                     |
| 6073             | M.3179-N.4161-A.6073-M.3180                     | Ritirato      |                     |
| 5545             | M.3167-N.4044-B.5545-M.3168                     | Ritirato      |                     |
| 6075             | M.3219-N.4201-A.6075-M.3220                     | Ritirato      |                     |
| 6076             | M.3164-N.4195-A.6076-M.3138                     | Ritirato      |                     |
| 6077             | M.3209-N.4191-A.6077-M.3210                     | Ritirato      |                     |
| 6078             | M.3217-N.4155-A.6078-M.3214                     | Ritirato      |                     |
| 6079             | M.3193-N.4199-A.6079-M.3194                     | Ritirato      |                     |
| 6080             | M.3216-N.4145-A.6080-M.3218                     | Ritirato      |                     |
| 6081             | M.3199-N.4181-A.6081-M.3200                     | Ritirato      |                     |
| 6082             | M.3215-N.4185-A.6082-M.3204                     | Ritirato      |                     |
| 6083             | M.3141-N.4123-A.6083-M.3142                     | Ritirato      |                     |
| 084              | M.3075-N.4105-A.6084-B.5575-N.4058-M.3116       | Ritirato      |                     |
| 6085             | M.3151-N.4133-A.6085-M.3152                     | Ritirato      |                     |
| 6086             | M.3143-N.4193-A.6086-M.3144                     | Ritirato      |                     |
| 6087             | M.3173-N.4125-A.6087-M.3174                     | Ritirato      |                     |
| 6088             | M.3169-N.4151-A.6088-M.3170                     | Ritirato      |                     |
| 6089             | M.3149-N.4131-A.6089-M.3150                     | Ritirato      |                     |
| 6090             | M.3183-N.4165-A.6090-M.3184                     | Ritirato      |                     |
| 091              | M.3233-N.4207-A.6091-B.5608-N.4208-M.3234       | Ritirato      |                     |
| 092              | M.3227-N.4209-A.6092-B.5609-N.4210-M.3228       | Ritirato      |                     |
| 093              | M.3229-N.4211-A.6093-B.5610-N.4212-M.3230       | Ritirato      |                     |
| 094              | -A.6094-B.5611-N.4170-                          | Ritirato      |                     |
| 095              | M.3225-N.4215-A.6095-B.5612-N.4216-M.3226       | Ritirato      |                     |
| 096              | M.3235-N.4217-A.6096-B.5613-N.4218-M.3236       | Ritirato      |                     |
| 097              | M.3237-N.4219-A.6097-B.5614-N.4220-M.3238       | Ritirato      |                     |
| 098              | M.3239-N.4221-A.6098-B.5615-N.4222-M.3240       | Ritirato      |                     |
| 099              | -A.6099-B.5616-N.4138-                          | Ritirato      |                     |
| 100              | -A.6100-B.5584-N.4122-                          | Ritirato      |                     |
| 7002             | M.3191-N.4173-B.7002-N.4174-M.3192              | Ritirato      |                     |

Aggiornato al 5 giugno 2024.

## Il declino
Nel 1997, a seguito della messa in servizio dei primi MP 89 sulla linea 1, 27 convogli furono alienati insieme agli ultimi MP 55, perlopiù convogli non rinnovati. Si trattava dei convogli 001, 048, 051 - 058, 060 - 066 e 091 - 100. Paradossalmente questi erano tra i convogli più giovani, ma la RATP giudicò i MP 59 di prima e seconda serie più performanti, decidendo dunque di ritirare la terza. Il treno 074, troppo malridotto, fu ugualmente ritirato.
Il convoglio 046 sarà invece rottamato a seguito dell'incendio sviluppatosi alla stazione Simplon il 6 agosto 2005. Di fatto solo i convogli bruciati (N.4086 e M.3110) saranno distrutti, mentre due altre vetture superstiti (M.3213 e N.4103) saranno agganciate al treno 033, le cui vetture N.4111 e M.3121 erano state ugualmente danneggiate da un incendio.
Il treno 044 durante l'estate 2007 è stato trasferito al deposito ferroviario di Sucy-en-Brie; non essendo più rientrato in servizio, è da ritenersi ritirato.
Il 23 maggio 2011 è partita la campagna di ritiro del MP 59 dalla linea 4, essendo alcuni convogli ormai cinquantenari e con oltre 3 milioni di km percorsi, palesando vari guasti. Gli MP 89 rimossi dalla linea 1, che sarà equipaggiata con i nuovissimi MP 05, andranno a rimpiazzare questi vetusti treni sulla linea 4, in un'operazione che si concluderà a fine 2012.
Nel 2024 l’ultimo MP 59 ancora in servizio sulla linea 11 è stato ritirato e sostituito definitivamente dal nuovo treno MP 14.

## Caratteristiche tecniche
Il MP 59 costituisce la naturale evoluzione del MP 55. È equipaggiato con motori montati orizzontalmente sopra i carrelli da 140 cavalli ad un regime di rotazione di 3550 giri/minuto, che consentono una velocità di 70 km/h. La cabina di comando dispone di un ampio parabrezza rettangolare a vetro unico che assicura ottima visibilità. Il circuito di comando è di tipo JH ad alberi a camme, gestito mediante servomotore ad alta tensione, e prevede fino a 26 cambi di marcia.
Il comando della trazione possiede da una parte e dall'altra della posizione di "neutro" cinque marce (manovra, "serie", "serie con campo indebolito", "serie-parallelo", "serie-parallelo con campo indebolito"), dieci configurazioni di frenatura normali e una configurazione di frenatura d'emergenza (la cosiddetta "frenatura rapida").
La condotta generale dell'impianto di frenatura è stata tolta e al suo posto c'è un comando per la frenatura normale e d'emergenza azionato da una valvola elettrica moderabile e reversibile. In tempi brevi i veicoli furono equipaggiati anche con un impianto di altoparlanti, per la diffusione di avvisi al pubblico da parte del personale di macchina.

## Altri usi
Il MP 59 è stato usato anche per la metropolitana di Montréal col nome MR-63, costruito su licenza dalla Canadian Vickers. I convogli sono stati ristrutturati nel 1983 e saranno sostituiti a partire dal 2011 da un nuovo modello di produzione Bombardier Transportation (il cui appalto è tuttavia contestato dalla Alstom). Esiste anche il modello MR-73, che è stilisticamente simile, ma tecnicamente più avanzato.
Un'altra derivazione del MP 59, il MP-68, è in uso sulla metropolitana di Città del Messico.